# Wanda (1962)
Wanda – rzeczny statek pasażerski typu SP-150, zbudowany w 1962 roku w Gdańskiej Stoczni Rzecznej w Gdańsku, od końca lat 90. XX wieku pływający po Wiśle w Toruniu. Cumuje przy nadbrzeżu Bulwaru Filadelfijskiego. Pływa on od początku maja do końca września. Standardowy rejs trwa 40 min. Pod pokładem znajduje się 70 miejsc.